# Ханза
Ханза, Ханзейски съюз или Ханзейска лига (на немски: Hanse, от старовисоконемски: Hansa, буквално „група“, „съюз“), също: Любекска ханза, Немска ханза (на латински: Hansa Teutonica или  Liga Hanseatica) е съюз на търговски гилдии от Северна Европа в периода между 12-и и 17 век.
Съюзът изгражда и поддържа търговски монопол в Балтийско море, част от Северно море и голяма част от Северна Европа. Градовете на Ханзата имат свои собствени закони и взаимно си осигуряват помощ и защита. Столица на Ханзата е град Любек, намиращ се в Северна Германия.
Ханзата обединява всички градове за защита на търговските интереси на членуващите свободни градове. Тя съществува и до днес, с някои прекъсвания. И до днес за някои градове като нарицателно остава името им ханзейски град – такива са Хамбург, Любек, Бремен и Росток.

## История
Причините за появата на Ханзата са нарастването на населението на териториите северно от Елба, вследствие на миграциите на германското население, появата на нови градове и независими комуни и повишаването вследствие на това на обема на търговията.
Ханзата се сформира през 12 век като съюз на търговци, после като съюз на търговските гилдии и към края на 13 век – като съюз на градове. Първото споменаване на Ханзата е през 1358 г.
В миналото също има опити за търговия, на които пречат военните набези и пиратството в Балтийско море (вж. викинги) – например, кораби от остров Готланд достигат с плаване по реките чак до Новгород, но мащабът на международните икономически отношения в Балтийско море преди възхода на Ханзата остава незначителен.
Германските градове бързо постигат господстващо положение по отношение на търговията в Балтийско море през следващия век и Любек се превръща в център на цялата морска търговия, които свързва страните около Балтийско и Северно море.

### Основаване
Любек се превръща в база за търговците от Саксония и Вестфалия, които разширяват търговията си на изток и север. Още преди думата Hanse да е записана в документ (1267 г.), търговците от града започват да формират гилдии, или „ханзи“, с намерение да търгуват с отвъдморските градове, особено тези от източната част на Балтийско море – източник на дървесина, восък, кехлибар, смола, кожи, и дори ръж и пшеница, доставяни с шлепове от вътрешността на континента на пристанищните пазари.
Висбю е основен център на търговията в Балтийско море преди Ханзата. В течение на 100 години, германците отиват до Новгород под флага на Готланд. Търговци от Висбю, които пътуват на изток, създават местно представителство в Новгород. Отначало германците използват готландския Gutagard. С наплива на твърде много търговци, готландците организират отделна кантора по-далеч от реката.